# ロマン・マチエイェフスキ
ロマン・マチエイェフスキ（Roman Maciejewski、1910年2月28日 - 1998年4月30日）は、ポーランド人の作曲家。

## 経歴
幼少期はヴァイオリニストであった母親のブロニスワワ・マチエイェフスキが、音楽教師として彼にピアノを教えた。ベルリン・シュテルン音楽院に学び、その後はポズナニ音楽院でスタニスワフ・ヴィエホヴィツとカジミエシュ・シコルスキに、さらにワルシャワ音楽院で引き続きシコルスキに師事した。初期にカロル・シマノフスキから高い評価を受けている。1934年にパリに行ってナディア・ブーランジェに入門した。そのまま祖国ポーランドには帰らず、諸国を渡り歩いた。1938年までフランスに滞在した後、1939年までイギリスに、1951年にスウェーデンに、1977年までアメリカ合衆国に暮らし、その後は没年まで再度スウェーデンに落ち着いた。
ピアノ曲『マズルカ』や合唱曲『クルピエ地方の歌』が示しているように、初期作品はシマノフスキ後期の作曲様式に影響されていた。第二次世界大戦の悲劇と、最初のスウェーデン滞在中の病苦とにより、作曲者自身の人柄にも深刻な変化が現れ、作風もそれに大きく影響された。それ以降は大作の創造に全身全霊を傾けた。それゆえ巨大な『死者のためのミサ曲（レクィエム）』（Missa pro defunctis. Requiem）は、完成に1945年から1959年までの歳月を費やし、戦争や犯罪、圧政のすべての犠牲者に捧げられた。初演は1960年に、第4回「ワルシャワの秋」において実行された。

## 主要作品一覧
- 無伴奏合唱曲『クルピエ地方の歌』（1929年）
- ソプラノと管弦楽のための『ビリティスの歌』（原作ピエール・ルイス、訳詩レオポルド・スタッフ．1935年）
- 2台ピアノのための協奏曲（1936年）
- ピアノと管弦楽のための『子守唄とアレグロ・コンチェルタンテ』（1944年）
- 4人の独唱者と合唱、管弦楽のための『死者のためのミサ曲（レクィエム）』 （1945年 - 59年）
- フルートとチェレスタ、ギターのための『夜想曲』（1952年）
- 合唱とオルガンのための『ミサ・ブレヴィス』（Missa brevis, 1964年）
- 合唱とオルガンのための『復活祭ミサ曲』（1966年）

このほかに約60曲のマズルカなどのピアノ曲と、室内楽や劇付随音楽も遺している。